# His Statue Falls
His Statue Falls — німецький постгардкор-гурт, створений у 2003 році в Саарбрюккені, Німеччина.

## Історія
Гурт His Statue Falls був заснований в 2003 році в Саарбрюккені. Музиканти грали в різних гуртах, як-от Crash My DeVille і Enter The Phoenix і дружили ще зі шкільних років. Гурт створювався як студійний проєкт. У 2007 році гурт випустив перший демо-CD, що складався з двох треків. Перші концерти гурт відіграв у 2008 році. Після деяких змін у складі сформувався поточний склад гурту.
У 2009 році гурт відіграв чотири концерти на розігріві для Enter Shikari у Німеччині, Бельгії, Люксембурзі та Нідерландах. Запрошення грати разом з Enter Shikari гурт отримав через свій профіль на MySpace. 26 лютого 2010 року дебютний альбом Collisions вийшов на німецькому лейблі Redfield Records. Його спродюсував басист гурту Крістіан Діль. У червні того ж року альбом вийшов в Японії на Radtone Music. У грудні гурт випустив Collisions Remixed, який містить 8 реміксованих пісень з дебютного альбому для безкоштовного завантаження в їх веб-магазині. Гурт запланував концертне турне Росією та Україною в жовтні 2010 року, але концерти довелося перенести через травму барабанщика Максиміліана Шютца.
Реліз другого альбому під назвою Mistaken for Trophies був запланований на 23 вересня 2011 року, але його перенесли на 20 квітня 2012 року. У лютому 2012 року вийшов перший сингл під назвою Breathe In, Breathe Out, де запрошеним вокалістом виступає Чуонг Трінь (Chuong Trinh) з Hordak. Альбом посів 19 місце в хіт-параді новачків Media Control у Німеччині. 9 травня 2012 року альбом вийшов в Японії на лейблі Radtone.
У зв'язку з сімейними обставинами барабанщик Максиміліан Шютц залишив гурт і його замінив Маркус Пеш, який приєднався до гурту в травні. У липні His Statue Falls вперше відвідали Японію. Гурт виступав в Осаці, Нагої та Токіо під час Geki Rock Tour. Після Geki Rock His Statue Falls відіграв шість концертів у Китаї, включаючи Шеньчжень, Пекін, Шанхай, Ухань, Нанкін і Гуанчжоу.
11 листопада 2015 року гурт анонсував третій студійний альбом під назвою Polar, який вийшов 4 березня 2016 року. Наряду з оголошенням вони випустили новий сингл під назвою «Hang Me High». Тим часом вони змінили свого басиста, Крістіана, одного з колишніх учасників, якого замінив Міхаель Качмарчик, через брак часу для гурту та причини, пов'язані з роботою. Гурт ніколи не заявляв про це офіційно, але опублікував інформацію в розділі коментарів у відповідь на запитання фаната. 25 травня 2016 року гурт оголосив, що Ян, Маркус, Себастьян і Майкл покинули His Statue Falls, залишивши гітариста Денніса Фріса не лише останнім оригінальним учасником гурту, але й єдиним учасником гурту.
Хоча жодних офіційних повідомлень не було зроблено, «Остаточно закрито» на сторінці гурту у Facebook вказує на те, що вони взагалі припинили діяльність.

## Дискографія

### Студійні альбоми
- 2010: Collisions (Redfield Records, Radtone Music)
- 2012: Mistaken for Trophies (Redfield Records, Radtone Music)
- 2016: Polar (Redfield Records, Go with Me)

### Альбоми реміксів
- 2010: Collisions Remixed (Redfield Records)

### ЕР
- 2013: I Am the Architect (Redfield Records, Radtone Music)

### Демо
- 2007: Демо (випущено самостійно)

## Музичні кліпи
- Capital H Capital O
- Breathe In, Breathe Out (feat. Чуонг Трінь)
- I Am the Architect
- Break Free
- The Virus

## Склад
Остаточний склад
- Денніс Фріс — вокал, гітара (2003–2016)

Інші учасники
- Маркус Пеш — ударні (2012–2016)
- Ян Вергін — екстрім-вокал (2013–2016)
- Себастьян Монцель — гітара, синтезатор (2013–2016)
- Майкл Качмарчик — бас-гітара (2015–2016)
- Крістіан Діль — бас-гітара, синтезатор (2003–2015)
- Алекс Зауер — екстрім-вокал (2003–2012)
- Максиміліан Шютц — ударні (2003–2012)
- Крістоф Хоффманн — синтезатор, гітара (2003–2013)
- Томас Тейс — клавішні (2003–2010)

Гастрольні музиканти
- Мануель Екерт (Hollows, раніше Of Saints and Sinners) — вокал
- Tilo Schachel (Arterial) — вокал
- Даніель Келлер (Palmchat) — гітара
- Патрік Оскурі (From What We Believe) — ударні

Шкала